# مخفی‌سازی (فیلم)
مخفی سازی (انگلیسی: Submergence) فیلمی در ژانر درام به کارگردانی ویم وندرس محصول ۲۰۱۷ است. از بازیگران آن می‌توان به آلیسیا ویکاندر و جیمز مک‌آووی اشاره کرد.

## بازیگران
- آلیسیا ویکاندر در نقش دنیل فلیندرز
- جیمز مک‌آووی در نقش جیمز مور
- الکس هافنر در نقش آقای بیلهاپ
- کلین جونز در نقش تامبز
- هاروی فریدمن در نقش باب
- آدری کیوتوری در نقش آنی
- دارین مارتین در نقش جاناتان
- ژان-پیر لوری

## تولید
در نوامبر ۲۰۱۵ آلیسیا ویکاندر و جیمز مک‌آووی به گروه بازیگران فیلمی به کارگردانی ویم وندرس و فیلمنامه ارین دیگنام پیوستند. در ژانویه ۲۰۱۶ امبانکمنت فیلمز فروش بین‌المللی فیلم را بدست گرفت. در آوریل ۲۰۱۶ کلین جونز و دارین مارتین به بازیگران فیلم افزوده شدند.

### فیلمبرداری
فیلمبرداری در ۱۲ آوریل ۲۰۱۶ در آلمان، فرانسه، اسپانیا، جزایر فارو و جیبوتی آغاز شد.

## انتشار
در می ۲۰۱۶، مارس دیستریبیوشن و اترزمدیا انتشار فیلم را به ترتیب در فرانسه و اسپانیا به عهده گرفتند.